# Eleonor Lilliehöök
Eleonor Maria Lilliehöök, född Berndes 24 januari 1887 i Adolf Fredriks församling, Stockholm, död 24 april 1977 i Järfälla församling, Stockholms län, var en svensk ledargestalt inom husmodersrörelsen.

## Biografi

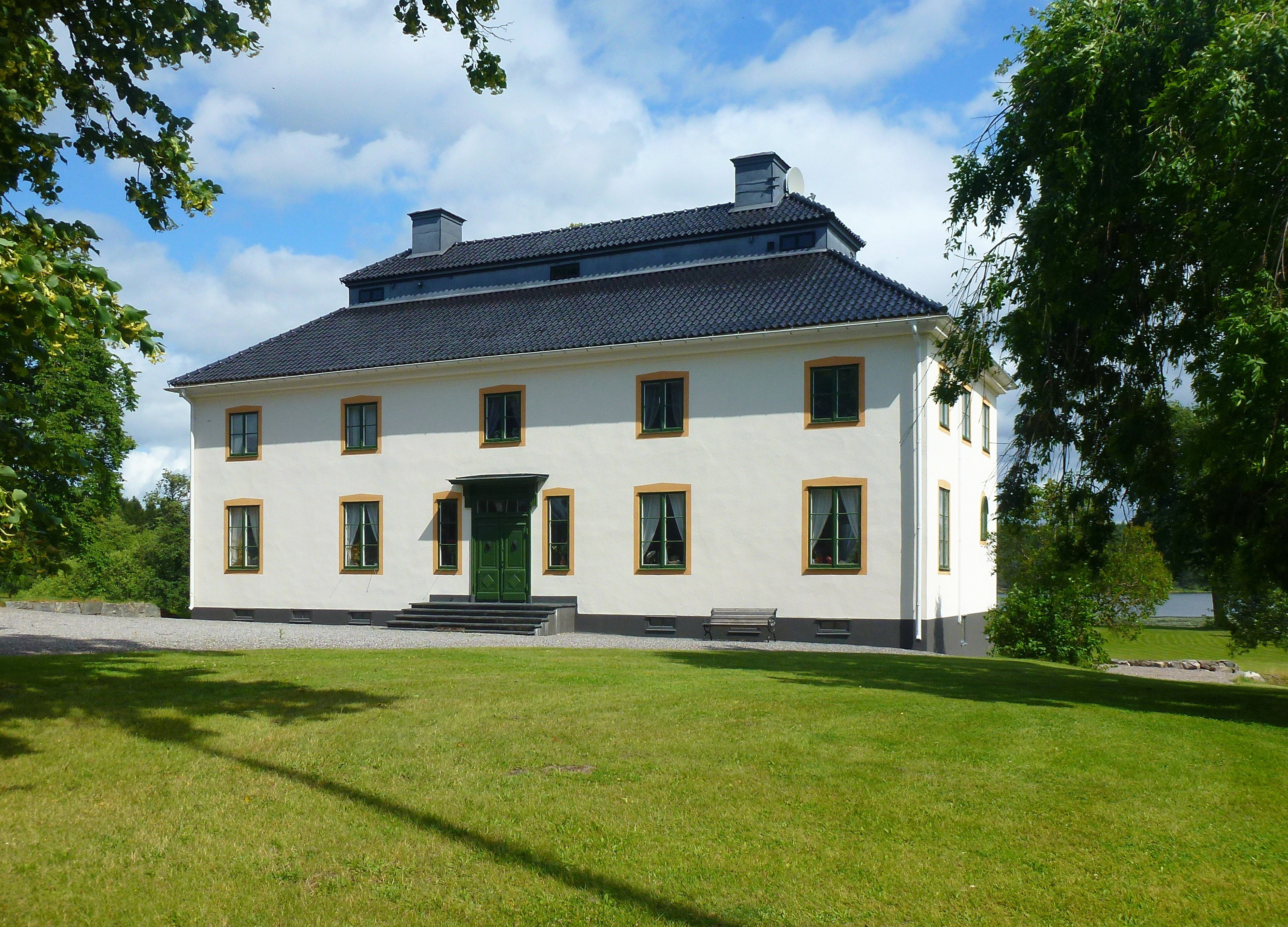
Molnsättra gårds huvudbyggnad.

Lilliehöök var dotter till bruksägaren Gustaf Berndes och Elin Pettersson. Hon gick i Franska skolan i Stockholm. Lilliehöök var sekreterare och kassaförvaltare i Visby barnkrubba 1921–1926, medlem av styrelsen för Visby högre flickskola 1923–1926, medlem av Gotlands hemslöjdsförenings styrelse och arbetsutskott 1925–1926. Lilliehöök var medlem av Jerfälla barnavårdsnämnd från 1931.
Hon var ledamot av radionämnden 1936–1950 och i Stockholms läns landstormsförbund 1943–1953. Lilliehöök gjorde sin huvudinsats inom husmodersrörelsen och var ordförande i Sveriges husmodersföreningar riksförbund 1928–1947, Nordens husmodersförbund 1930–1932 och 1941–1944 samt vice ordförande i Lanthusmödrars världsförbund 1947–1950 och 1950–1953. Hon var också styrelseledamot i Föreningen Norden 1938–1950.
Hon var redaktör för Sveriges husmodersföreningars riksförbunds medlemsblad från 1928 och var flitigt verksam för höjandet och förbättrandet av det husliga arbetet och för kvinnans ställning i samhället.

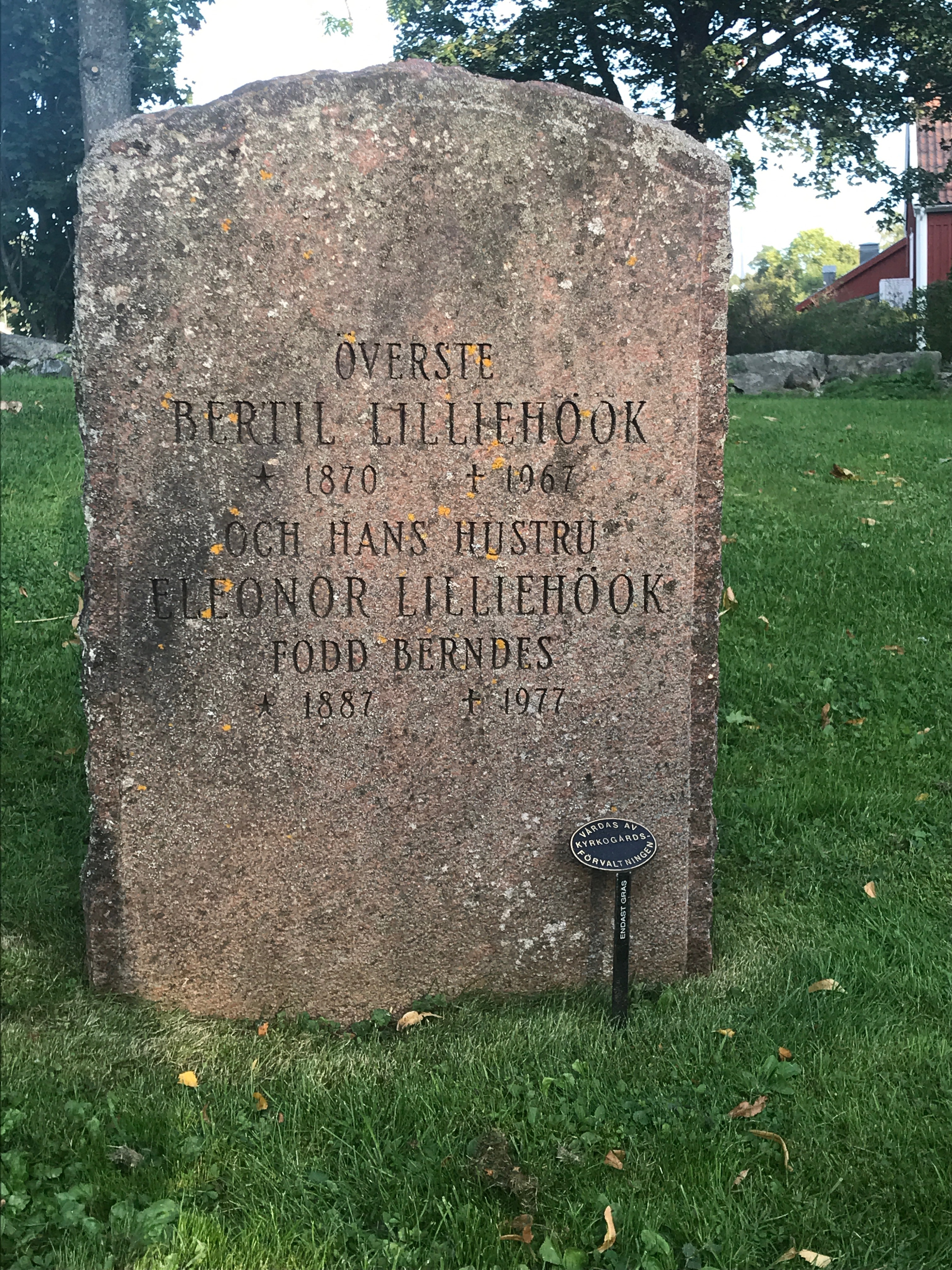
gravvård Järfälla kyrkogård

Hon var från 1912 gift med överste Bertil Lilliehöök (1870–1967) och var svägerska till Gösta Lilliehöök (1871–1952) och Lennart Lilliehöök (1872–1950). Hon var mor till Cecilia (född 1913, gift med Carl Olof Gisle), Bertil (Bertilsson) (1914–2005), Viveka (född 1916), Agneta (född 1918) och Malcolm (Bertilsson) (född 1922). Familjen var bosatt på Molnsättra gård i Kallhäll.

## Utmärkelser
- Illis Quorums 8:e storlek (1947)[5]